# Италијанска савезничка војска
Италијанска савезничка војска (итал. Esercito Cobelligerante Italiano), Армија Југа (итал. Esercito del Sud) или Италијански ослободилачки корпус (итал. Corpo Italiano di Liberazione) била су имена за разне дивизије данас бивше Краљевске италијанске армије током периода када се борила са Савезницима у Другом светском рату од октобра 1943. па надаље. Током овог периода, просавезничка Италијанска краљевска морнарица и Италијанска краљевска ваздушна сила (ратно ваздухопловство) биле су познате као Италијанска савезничка морнарица и Италијанска савезничка ваздушна сила, редом.
Од септембра 1943, проосовниске италијанске снаге постале су Национална републичка армија новоформиране Италијанске Социјалне Републике.
Италијанска савезничка војска била је резултат савезничког примирја са Италијом од 8. септембра 1943. године; краљ Виктор Емануел III отпустио је Бенитоа Мусолинија као премијера у јулу 1943. након савезничке инвазије јужне Италије; номиновао је маршала Италије (итал. maresciallo d'Italia) Пјетра Бадоља као замену, а овај је касније успео остварити циљ да Италија почне да се бори са Савезницима против снага Социјалне Републике и њених немачких савезника у северној Италији.
Италијанска савезничка војска имала је 200.000—260.000 трупа у Италијанској кампањи, од којих је 20.000 (касније речено да је у питању 50.000) било у својству борбених трупа а 150.000—190.000 помоћних и споредних трупа. У целини, Италијанска савезничка војска чинила је ⅛ борбене силе и ¼ целокупне силе 15. армијске групе Савезничких снага.